# Lucas Lima (calciatore 2000)
Lucas Eduardo Lima da Silva (4 luglio 2000) è un calciatore brasiliano, difensore del Ceará.

## Carriera
Cresciuto nel settore giovanile del São Bento, debutta in prima squadra il 30 novembre 2019, in occasione dell'incontro del Campeonato Brasileiro Série B vinto per 1-2 contro l'América-MG. Nel novembre 2020 viene ceduto in prestito all'Uberaba, militante nella terza divisione del Campionato Mineiro, fino al termine della stagione. L'11 aprile 2022 passa in prestito all'Atl. Goianiense; il 14 maggio seguente ha esordito nel Brasileirão, disputando l'incontro perso per 2-0 contro l'Atlético Mineiro.

## Statistiche

### Presenze e reti nei club
Statistiche aggiornate al 25 novembre 2022.
| Stagione        | Squadra         | Campionato      | Campionato | Campionato | Coppe nazionali | Coppe nazionali | Coppe nazionali | Coppe continentali | Coppe continentali | Coppe continentali | Altre coppe | Altre coppe | Altre coppe | Totale | Totale |
| Stagione        | Squadra         | Comp            | Pres       | Reti       | Comp            | Pres            | Reti            | Comp               | Pres               | Reti               | Comp        | Pres        | Reti        | Pres   | Reti   |
| --------------- | --------------- | --------------- | ---------- | ---------- | --------------- | --------------- | --------------- | ------------------ | ------------------ | ------------------ | ----------- | ----------- | ----------- | ------ | ------ |
| 2019            | São Bento       | A1/SP+B         | 0+1        | 0          |                 | -               | -               |                    | -                  | -                  |             | -           | -           | 1      | 0      |
| gen.-nov. 2020  | São Bento       | A2/SP+C         | 2+3        | 0          |                 | -               | -               |                    | -                  | -                  |             | -           | -           | 5      | 0      |
| nov.-dic. 2020  | Uberaba         | SD/MG           | 2          | 0          |                 | -               | -               |                    | -                  | -                  |             | -           | -           | 2      | 0      |
| 2021            | São Bento       | A1/SP+D         | 0+2        | 0          |                 | -               | -               |                    | -                  | -                  |             | -           | -           | 2      | 0      |
| gen.-apr. 2022  | São Bento       | A2/SP           | 19         | 3          |                 | -               | -               |                    | -                  | -                  |             | -           | -           | 19     | 3      |
| apr.-dic. 2022  | Atl. Goianiense | A               | 7          | 0          | CB              | 0               | 0               | CS                 | 0                  | 0                  |             | -           | -           | 7      | 0      |
| Totale carriera | Totale carriera | Totale carriera | 36         | 3          |                 | 0               | 0               |                    | 0                  | 0                  |             | -           | -           | 36     | 3      |

## Palmarès

### Competizioni statali
- Campionato Cearense: 1

Ceará: 2025